# Sehnsucht (filme de 1921)
Desejo Ardente (Sehnsucht, no original alemão) é um filme mudo, o terceiro rodado pelo diretor alemão F. W. Murnau, em 1919, mas somente lançado em 1921.
O filme é considerado perdido.

## Sinopse
Um jovem dançarino russo morava em Genebra, na Suíça. Ao retornar a seu país natal, ele se apaixona por uma grã-duquesa. O dançarino é preso, mas consegue escapar. Parte, então, em busca de sua amada até descobrir, por fim, que ela havia morrido enquanto ele estava na prisão.

## Dados de Produção
- direção - F. W. Murnau
- produção - Mosch-Film
- roteiro - Carl Heinz Jarosy
- gênero - drama
- data de lançamento - fevereiro de 1921
- duração - 59 minutos
- país de origem - Alemanha
- formato - preto e branco, mudo, tamanho 1,33:1,0

## Elenco
- Conrad Veidt - dançarino
- Gussy Holl - grã-duquesa
- Margarete Schlegel - Marja
- Eugen Klöpfer
- Paul Graetz
- Helene Gray
- Danny Guertler
- Albert Bennefeld
- Marcela Gremo
- Ellen Bolan

## Exibições Comerciais
O filme estreou em fevereiro de 1921 em Berlim e em 4 de setembro de 1922 em Helsinque.